# Łuczynów (powiat kozienicki)
Łuczynów – wieś sołecka w Polsce położona w województwie mazowieckim, w powiecie kozienickim, w gminie Kozienice.
| SIMC    | Nazwa            | Rodzaj    |
| ------- | ---------------- | --------- |
| 0627615 | Gajówka Łuczynów | część wsi |
| 0627590 | Nowy Łuczynów    | część wsi |
| 0627609 | Stary Łuczynów   | część wsi |

W latach 1975–1998 miejscowość należała administracyjnie do województwa radomskiego. 1 stycznia 2003 roku częścią wsi Łuczynów stała się ówczesna gajówka Gajówka Łuczynów.
Wierni kościoła rzymskokatolickiego należą do parafii Świętej Rodziny w Kozienicachlub do parafii św. Jakuba Apostoła w Świerżach Górnych.